# بازهارپی‌ها
بازهارپی‌ها یا بازکورکورها (نام علمی: Harpagus) نام یک سرده از پرندگان شکاری از خانواده بازان است که شامل دو گونه‌ زیر است.
| نگاره | نام علمی            | نام رایج        | پراکنش |
| ----- | ------------------- | --------------- | --- |
|       | Harpagus bidentatus | کورکور دودندانه | بلیز، بولیوی، برزیل، کلمبیا، کاستاریکا، اکوادور، السالوادور، گویان فرانسه، گواتمالا، گویان، هندوراس، مکزیک، نیکاراگوئه، پاناما، پرو، سورینام، ترینیداد و توباگو و ونزوئلا |
|       | Harpagus diodon     | کورکور ساق‌حنایی | برزیل، پاراگوئه و شرق بولیوی؛ زمستان‌های شمال به حوضه آمازون و سپر گویانا می‌رسد.                                                                                           |

هر دو گونه در جنگل‌های استوایی آمریکا زندگی می‌کنند. آنها کورکورهای بازمانند و فشرده هستند، ۳۰ تا ۳۵ سانتی‌متر طول و جمع و جور، با دم بلند و بال‌های بیضی‌شکل که (در "نزدیک لبه عقبی بال") به‌طور مشخص هنگام اوج گرفتن یا سر خوردن به سمت پایین خم می‌شوند. هر دو گونه دارای دم تیره با نوارهای کم‌رنگ، و همچنین گلوی سفید با نوار تیره تا وسط هستند. یکی دیگر از ویژگی‌های مشترک، یک منقار کند با دو بریدگی در هر طرف فک بالایی است. این "دودندان" نه تنها منجر به افزایش نام مشترک یک گونه شد بلکه به عنوان لقب دو گونه bidentatus و diodon منجر شد. هر دوی آن‌ها به جای نشستن نسبتاً بلند در درختان علاقه دارند و گاهی اوقات بر فراز جنگل اوج می‌گیرند.

## واژه‌شناسی
هارپاگوس نام یونانی برای یک ژنرال (ایرانی) از مادها بود.